# Публій Сіттій
Публій Сіттій (лат. Publius Sittius; I ст. до н. е. —  весна 44 р. до н. е. у Північній Африці) — римський вершник, політичний авантюрист та командир загону найманців у кінці існування Римської Республіки.

## Життєпис
Його родина походила з Нуцерії Альфатерна в Кампанії. Однойменний батько Публія Сітція залишався вірним римлянам під час Союзницької війни. Відомо, що родини Сіттіїв та Тулліїв мали гарні та дружні стосунки.
Публій був послідовником Луція Сергія Катіліни, для якого, як кажуть, він набрав війська в Далекій Іспанії під час «Першої змови Катіліни», з яким він був у Північній Африці, згідно з Саллюстієм, у 64 році. У той же час, однак, він підтримував дружні стосунки із противником Катілини, Марком Тулієм Цицероном. Після цієї політичної авантюри перебирається у Мавретанію. Історики пов'язують його від'їзд із тиском кредиторів, гроші в яких Сіттій брав на свої авантюри, а тому тимчасовий переїзд на західні кордони Республіки виглядає цілком логічним рішенням.
В Італії та Іспанії Публій збирає наймане військо, збирає флот, та відправляється до Африки, де бере участь у війнах місцевих царів. Ці війни приносять йому гроші, славу та військовий досвід.
Коли римська громадянська війна в 46 р. до н. е. перекинулася на Північну Африку, Сіттій і його друг, король Мавританії Бокх II, стали на бік Гая Юлія Цезаря. Він напав на Нумідійське царство Юби I, який був у союзі з помпейцями, і зміг розколоти ворожі сили, тому що Юбі довелося переміщувати війська для захисту свого панування. Пізніше він завоював форт, який мав важливе значення для постачання провізії війська Юби.
Після битви при Тапсі Сіттій запобіг подальшому опору послідовників Помпея в Північній Африці, перемігши Сабурру, полководця Юби, і зміг захопити кількох їхніх лідерів, включаючи Фауста Корнелія Суллу та Луція Афранія. А поява флота Сіттія перед Гіпоном-регієм змусила ватажка помпейців Квінта Цецилія Метелла Пія Сципіона покінчити життя самогубством.
Цезар надав йому владу над територією навколо міста Цирта (нині Костянтин), де була заснована римська колонія. Сіттій поселив там своїх воїнів, які на його честь назвали себе Сіттіани; у Плінія Старшого фігурує як Colonia Cirta Sittianorum. Родове ім'я «Сіттій» також був широко поширеним у Північній Африці в імперський період. Навесні 44 р. до н. е. Сіттій був убитий Арабіоном, представником нумідійської правлячої династії.